# Jean-Louis Romeuf

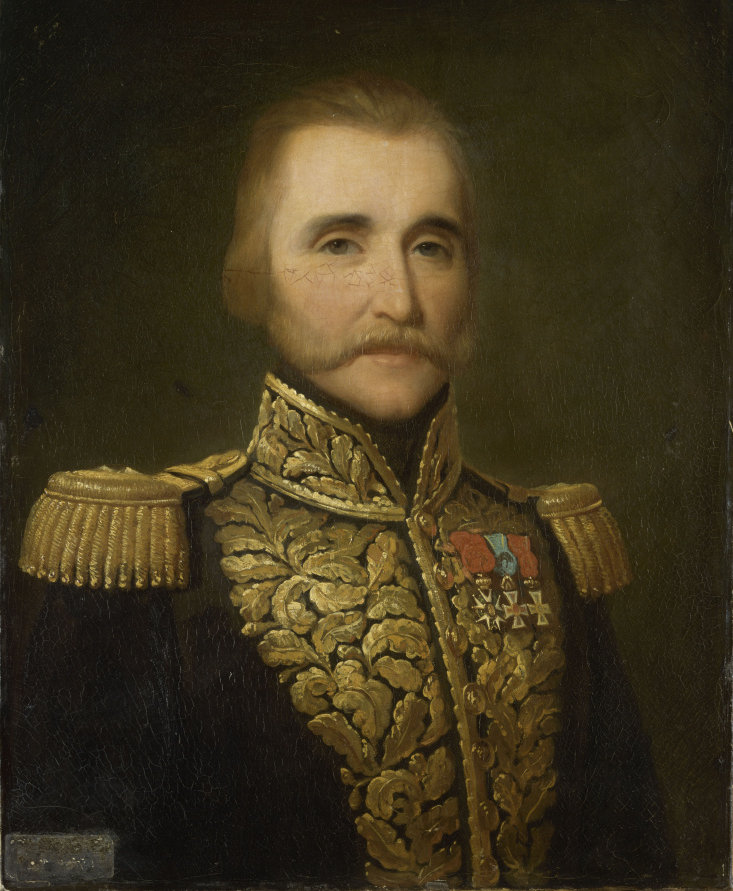
Jean-Louis Romeuf

Jean-Louis Romeuf (* 27. September 1766 in Lavoûte-Chilhac, Département Haute-Loire; † 28. Augustjul. / 9. September 1812greg. bei Borodino, Russisches Kaiserreich) war ein französischer Brigadegeneral.

## Leben und Wirken
Romeuf war schon früh von den Ideen der Revolution begeistert und kam zusammen mit seinem jüngeren Bruder Jacques-Alexandre noch 1789 nach Paris. Dort machte er die Bekanntschaft von Marquis de La Fayette und wurde dessen Aide-de-camp. Nach der Umstrukturierung der Garde nationale durch den Marquis bot er ihm dort eine Anstellung an. Der erste Auftrag La Fayettes machte Romeuf über Nacht im ganzen Land bekannt: König Ludwig XVI. war mit seiner Familie in Varennes-en-Argonne (Département Meuse) festgenommen worden und Romeuf musste mit einem Kommando der Nationalgarde diese zurück nach Paris eskortieren (→Flucht nach Varennes).
Die politische Lage in Frankreich wurde immer instabiler und es zeichnete sich eine Terrorherrschaft ab. Nach dem Tuileriensturm (10. August 1792) beschuldigten die Jakobiner Marquis de La Fayette und damit auch Romeuf des Landesverrats; einer Verhaftung durch das Direktorium entging Romeuf durch seine Flucht nach Flandern. Dort wurde er von österreichischen Truppen gefangen genommen und als Kriegsgefangener auf die Festung Olmütz gebracht. Erst fünf Jahre später, als der erste Koalitionskrieg (1792–1797) durch den Vorfrieden von Leoben (18. April 1797) beendet wurde, kam Romeuf wieder frei.
Als 1798 Napoleon seine Invasion Ägyptens plante, holte er auch Romeuf in seinen Stab. Dieser blieb nach der Kapitulation Maltas (11. Juni 1798) auf der Insel und wurde dort mit administrativen Aufgaben betraut.
Zurückgekehrt nach Frankreich, berief man Romeuf 1800 als Aide-de-camp zu General Matthieu Dumas. Nach einigen Beförderungen wechselte Romeuf 1809 als Stabsoffizier zu General Louis-Nicolas Davout. Im darauffolgenden Jahr sandte ihn Napoleon zu Kaiser Franz II. nach Wien. In geheimen Verhandlungen sollte den Franzosen, die in der österreichischen Armee dienten, die Rückkehr nach Frankreich ermöglicht werden. 1811 war Romeuf wieder zurück und wurde noch im selben Jahr zum général de brigade befördert.
Als Napoleon seine Invasion Russlands plante, wurde Romeuf wieder Mitglied im Stab von Marschall Louis-Nicolas Davout. Er nahm u. a. an den Kämpfen bei Kljastizy (28./29. Juli 1812) und Smolensk (17./18. August 1812) teil. In der Schlacht bei Borodino (7. September 1812) wurde Romeuf sehr schwer verwundet und erlag zwei Tage später seinen Verwundungen.

## Ehrungen

Wappen des J.-L. Romeuf

- 7. Juli 1807 Kommandeur der Ehrenlegion
- 1808 Militär-St.-Heinrichs-Orden, verliehen durch König Friedrich August I.
- 3. Mai 1810 baron de d’Émpire
- Sein Name findet sich am östlichen Pfeiler (20. Spalte) des Triumphbogens am Place Charles-de-Gaulle (Paris)